# Zera Yacob
Zera Yacob (ge'ez: ዘርአ:ያዕቆብ zar'ā yāʿiqōb «Semilla de Jacob», moderno Zer'a Yā'iqōb; también transcrito como Zärˀä Yaˁqob, Zar'a Ya'aqob, o Zar'a Ya'eqob; 1599–1692) fue un filósofo de Etiopía del siglo XVII, originario de la región de Tigray. Su tratado de 1667, desarrollado alrededor de 1630 y conocido en el idioma original ge'ez como el Hatäta (Indagación), ha sido comparado con el Discurso del método (1637) de Descartes. Muchas de sus ideas son anteriores a ideas similares descritas por filósofos europeos durante el Siglo de las Luces, que finalmente formarían la base del Canon occidental, mientras que Yacob permanece comparativamente desconocido hasta hoy.
En Etiopía se han escrito textos en ge'ez durante siglos. Hacia 1510 Abba Mikael tradujo y adaptó del árabe el Libro de los filósofos sabios, una colección de dichos del primeros filósofos griegos, Platón y Aristóteles, vía diálogos neoplatónicos, también influidos por la filosofía árabe y las discusiones etíopes.
El Hatäta de Zera Yacob va más allá de estos textos neoplatónicos anteriores cuando argumenta siguiendo el razonamiento natural propio en lugar de creer lo que han dicho otros. Fue contemporáneo de la activista cristiana ortodoxa Walatta Petros, cuya biografía se escribió en 1672.

## Biografía

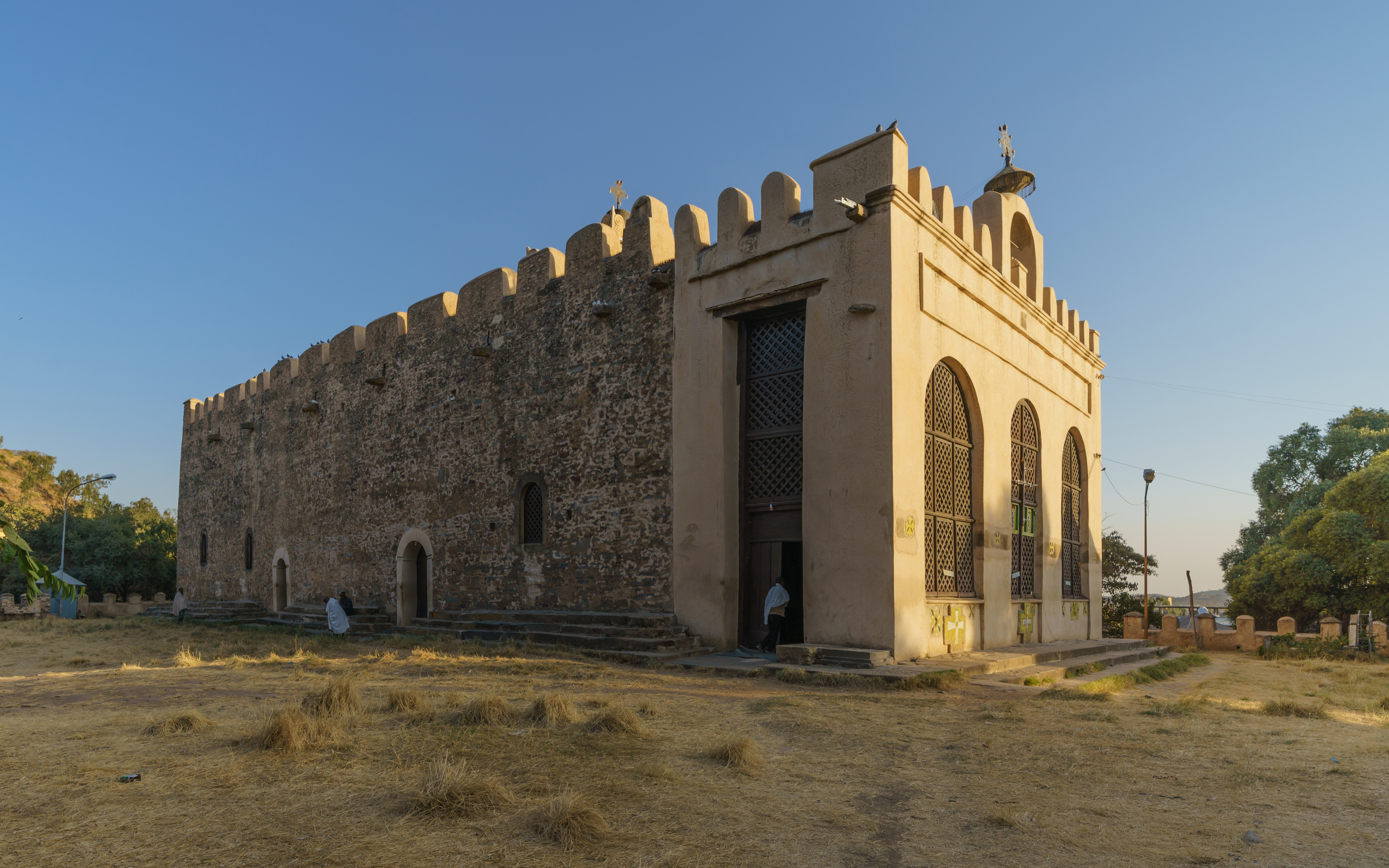
Iglesia del siglo XVII en Axum

Yacob nació en una familia de agricultores cerca de Aksum, en el norte de Etiopía, la antigua capital de Etiopía durante el reino de Aksum. El nombre de Yacob significa «la semilla de Jacob» («zar» es la palabra ge'ez para «semilla»). Aunque su padre era pobre, consiguió que Yacob asistiese a las escuelas tradicionales, donde se familiarizó con los Salmos de David y se educó en la fe cristiana ortodoxa etíope. Fue denunciado ante el emperador Susenyos (r. 1607-1632), que se convirtió a la fe católica y ordenó a sus súbditos que siguieran su ejemplo. 
Tras negarse a adoptar la fe católica, Yacob huyó al exilio con algo de oro y el Libro de los Salmos. De camino a Shewa, en el sur, encontró una cueva al pie del río Tekezé y vivió en ella como un ermitaño durante dos años, rezando y desarrollando su filosofía. Escribió sobre su experiencia: «He aprendido más mientras vivía solo en una cueva que cuando vivía con eruditos. Lo que escribí en este libro es muy poco; pero en mi cueva he meditado sobre muchas otras cosas».
Tras la muerte del emperador, el hijo de Susenyos, Fasilides (1632-1667), un firme adherente de la iglesia ortodoxa etíope, tomó el poder, expulsando a los jesuitas y extirpando la fe católica en su reino en 1633. Yacob dejó su cueva y se instaló en Emfraz. Allí encontró un patrón, un rico comerciante llamado Habta Egziabher (conocido como Habtu), y se casó con una criada de la familia. Se negó a vivir como monje y declaró que «la ley de los cristianos que propone la superioridad de la vida monástica sobre el matrimonio es falsa y no puede venir de Dios». Sin embargo, también rechazó la poligamia porque «la ley de la creación ordena que un hombre se case con una mujer». 
Yacob se convirtió en el maestro de los dos hijos de Habtu y, a petición del hijo de su patrón, Walda Heywat, Yacob escribió su famoso tratado de 1667, el Hatäta, estudiando la razón. Yacob es más conocido por una filosofía ética que rodea el principio de armonía. Afirmaba que la moralidad de una acción viene dada por el grado en que avanza o degrada la armonía general en el mundo. Si bien creía en una deidad, a quien se refería como Dios, rechazaba cualquier conjunto de creencias religiosas particulares. En lugar de derivar creencias de cualquier religión organizada, Yacob buscó la verdad observando el mundo natural. En el Hatata, Yacob aplicó la idea de una primera causa para producir una prueba de la existencia de Dios, proponiendo así el argumento cosmológico. «Si digo que mi padre y mi madre me crearon, entonces debo buscar al creador de mis padres y de los padres de mis padres hasta que lleguen los primeros que no fueron creados como nosotros [hemos sido] pero que entraron en este mundo de alguna otra manera sin ser generados». Sin embargo, el conocimiento de Dios no depende del intelecto humano, sino que «Nuestra alma tiene el poder de tener el concepto de Dios y de verlo mentalmente. Dios no dio este poder sin propósito; así como Él dio el poder, también dio la realidad.»     
Poco se sabe de la vida posterior de Yacob. Se cree que vivió una vida familiar en Emfraz y permaneció allí durante los siguientes 25 años. Murió allí en 1692. El año de la muerte de Yacob fue registrado por Walda Heywat en una anotación al Hatäta.